# مریدن (کانزاس)
مریدن (به انگلیسی: Meriden) شهری در ایالت کانزاس کشور ایالات متحده آمریکا است که جمعیت آن در سرشماری سال ۲۰۱۰ میلادی، ۸۱۳ نفر بوده‌است.